# Passage des Abbesses
Pour les articles homonymes, voir Rue des Abbesses.
Le passage des Abbesses est une voie du 18e arrondissement de Paris.

## Situation et accès
Ce passage débute par un porche donnant sur la rue des Abbesses à qui il doit son nom, se continue par une sorte de cour et après un retour d'angle se termine par une portion en forte pente qui rejoint la rue des Trois-Frères par un escalier communiquant avec un espace vert : le jardin des Abbesses.

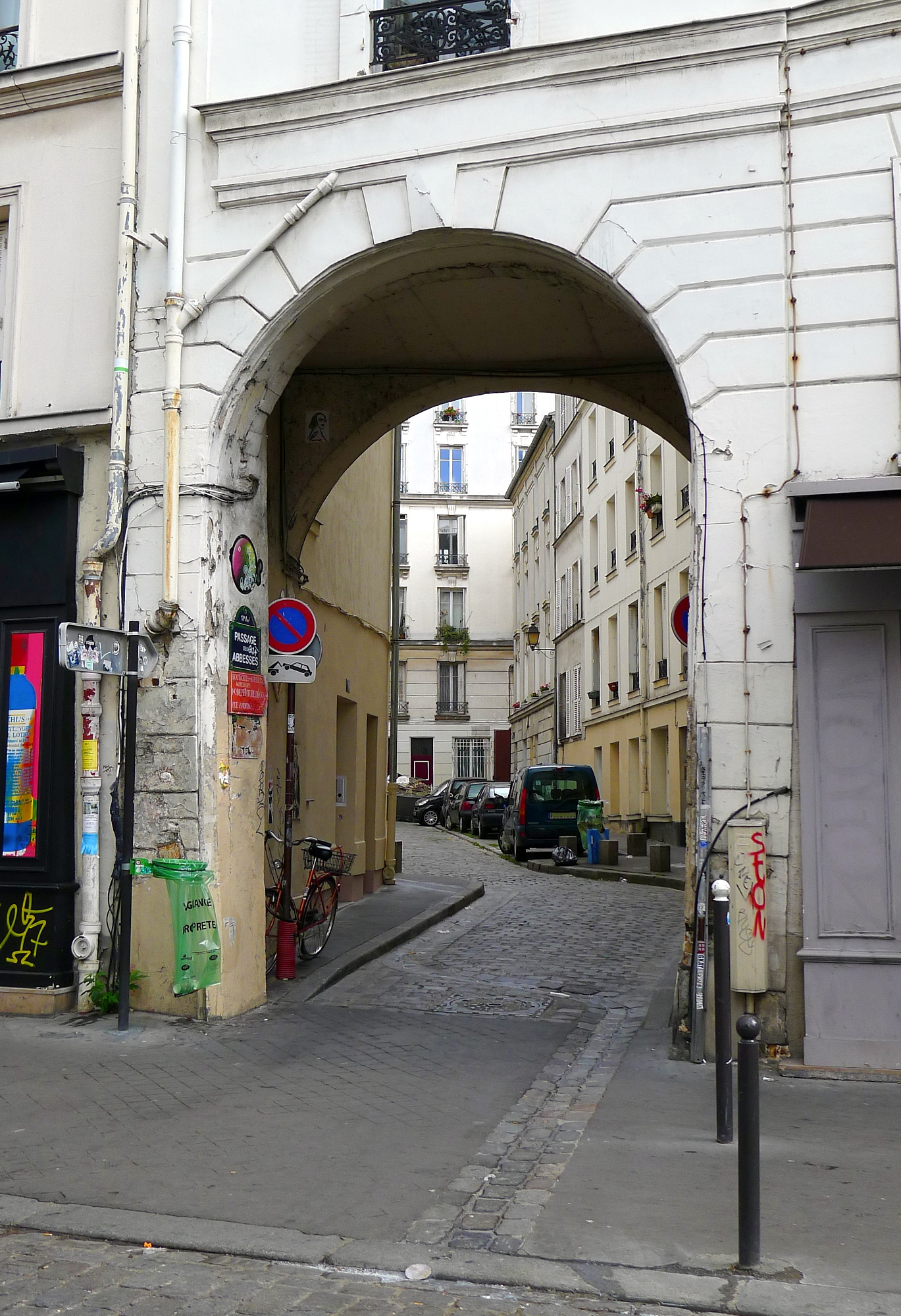
Le porche vue de la rue des Abbesses.
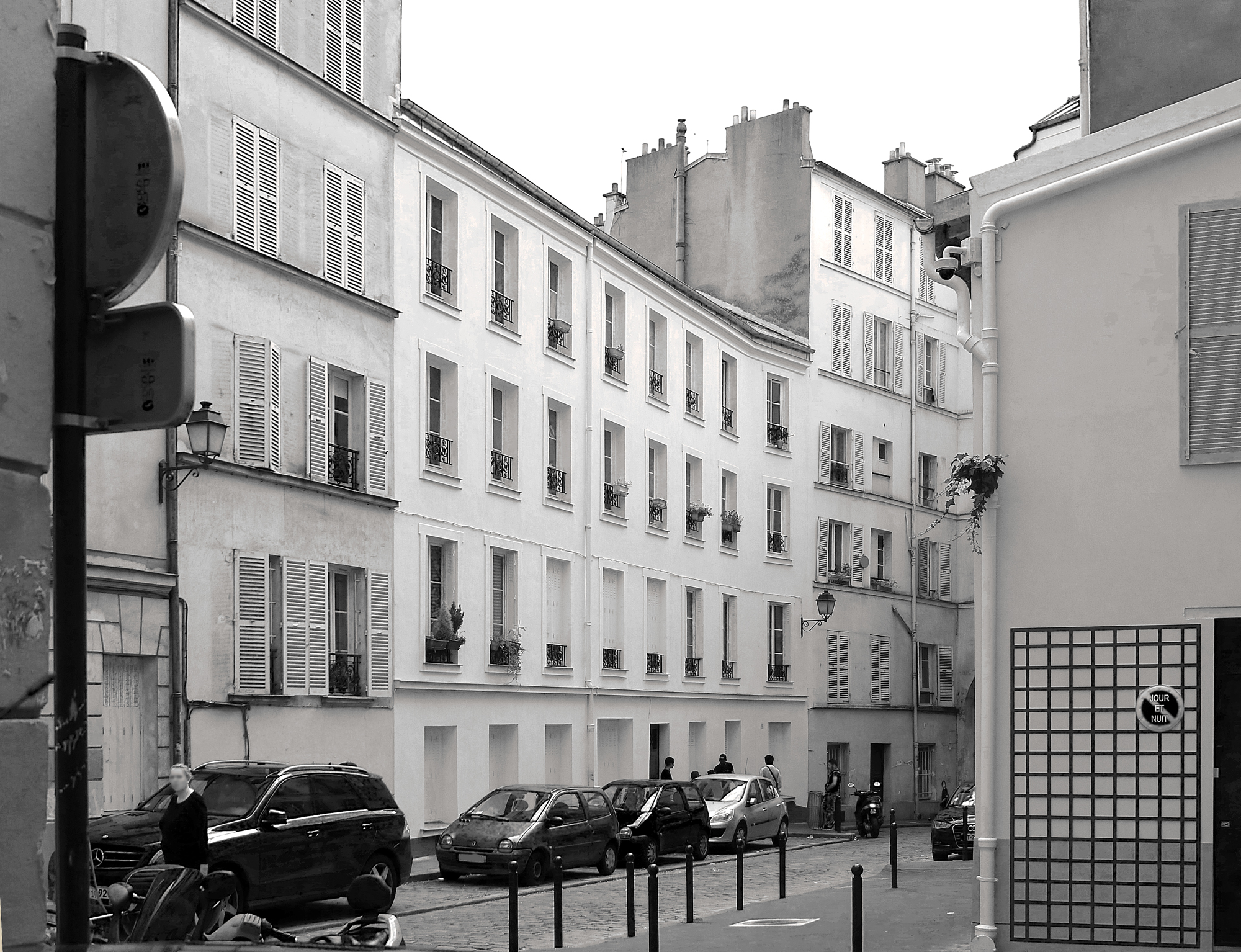
La cour intérieure.
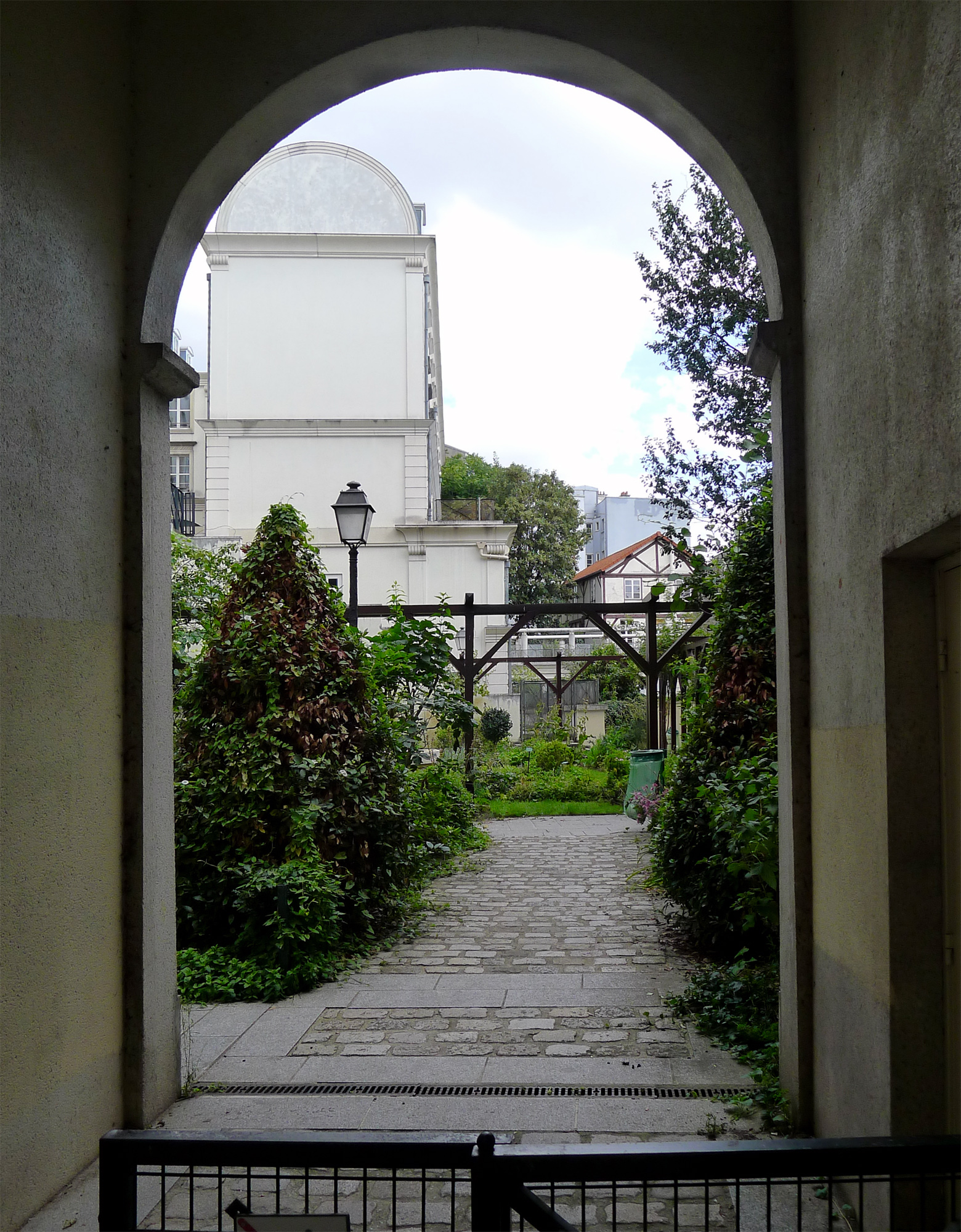
Entrée du jardin des Abbesses.
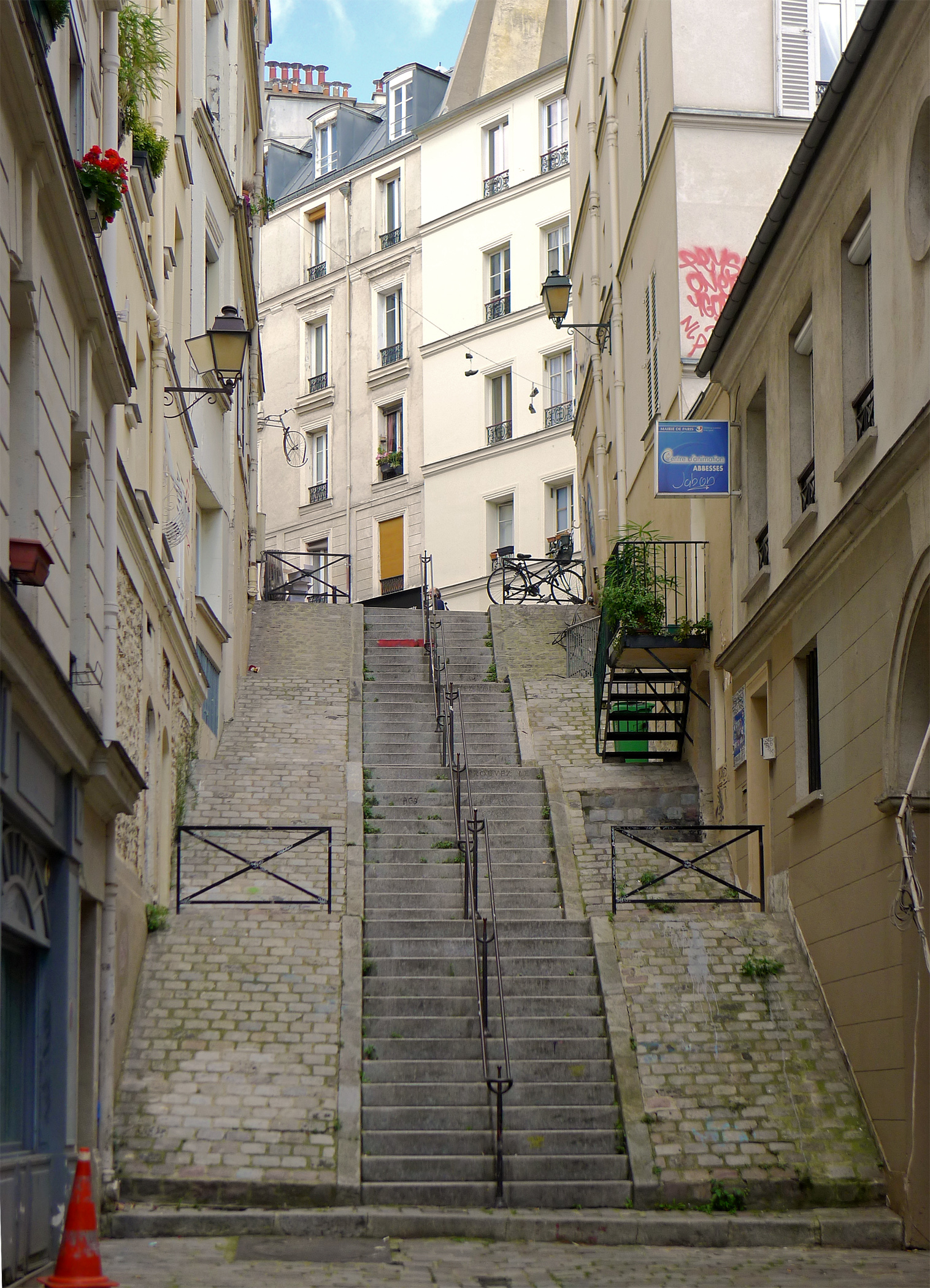
L'escalier vers la rue des Trois-Frères.

## Origine du nom
Son nom vient des abbesses présentes dans l'abbaye de Montmartre fondée par Louis le Gros en 1134. 

## Historique
Le passage des Abbesses est un ancien chemin de la commune de Montmartre ouvert en 1840 sous le nom de « passage de l'Arcade » en raison de la rue de l'Arcade qui le prolongeait au nord (l'actuelle rue Androuet) et qui donnait accès à l'ancienne abbaye et qui forme aujourd'hui l'entrée du no 20 de la rue des Abbesses. Il porte son nom actuel depuis 1873, en raison de sa proximité avec la rue des Abbesses avec laquelle il communique.
L'architecte Xavier Schoellkoepf (1870-1911) a vécu au 8 et y est décédé (acte de décès)..